# Musée des civilisations noires
Le Musée des civilisations noires, est un musée d’État, situé à Dakar (Sénégal), inauguré le 6 décembre 2018.
Dirigé par Mouhamed Abdallah Ly, socio-linguiste et chercheur à l’université Cheikh-Anta-Diop, le musée a été conçu dans l'objectif de mettre en exergue « la contribution de l’Afrique au patrimoine [mondial] culturel et scientifique ». Selon M. Bocoum, il s'agit, notamment, de rappeler que « la métallurgie du fer a été découverte en Afrique 2 500 ans avant Jésus-Christ ».
Il fait partie des « musées ultramodernes » recensés par Felwine Sarr et Bénédicte Savoy dans leur Rapport sur la restitution du patrimoine culturel africain. Vers une nouvelle éthique relationnelle remis en novembre 2018 au président de la République française.

## Histoire
Sa création est imaginée par Léopold Sédar Senghor au sortir du premier Festival mondial des arts nègres de 1966. Le projet est approfondi dans les années 1970, mais n’aboutit pas,. Sa construction est annoncée en 2009 par le président sénégalais Abdoulaye Wade qui en pose la première pierre le 20 décembre 2011, en présence de l'ambassadeur de Chine au Sénégal. En raison de l'alternance politique, les travaux sur le bâtiment ne débutent vraiment qu'en décembre 2013 et s'achèvent en décembre 2015.
Le projet aboutit cette fois grâce à un financement par la Chine, à hauteur de 20 milliards de francs CFA, soit plus de 30 millions d’euros. Ce financement est « plusieurs fois rappelé à l’extérieur et dans le bâtiment ». Pour autant, prévient le directeur Hamady Bocoum, « Les Chinois n'auront aucune influence sur notre programmation ». La construction est réalisée par l'entreprise chinoise Shanghai Construction Group. La remise des clés du bâtiment s'effectue le 26 janvier 2016 en présence du ministre de la Culture et de la Communication Mbagnick Ndiaye et du vice-ministre chinois du Commerce Qian Keming.
L'inauguration du musée a lieu le 6 décembre 2018. Le ruban est coupé par le président Macky Sall, en présence du président des Comores Azali Assoumani et du ministre chinois de la Culture Luo Shugang.

## Bâtiment
Le musée est constitué d'un bâtiment rond inspiré des cases à impluvium de Casamance,. Il fait une superficie de 13 785 m2 sur 4 niveaux. Outre les salles d’expositions, il comprend une salle de conférence, un auditorium de 150 places, des locaux administratifs, un atelier de conception des expositions, un espace polyvalent, et des réserves.

## Localisation
Il est situé près du centre-ville de Dakar, près du port et des voies ferrées, un peu à l’écart du Plateau.

## Collections
Le nombre de pièces détenues est de l'ordre de 18 000. Ce n'est pas un musée de la nostalgie, et des œuvres contemporaines font partie de cet ensemble. Ainsi, la sculpture géante d’un baobab, réalisée par l’artiste haïtien Édouard Duval-Carrié,  accueille les visiteurs. Le directeur, Hamady Bocoum, considère que le musée ne doit pas non plus se limiter aux seuls objets africains mais être ouvert, également, aux autres cultures. Le directeur tisse des partenariats avec diverses institutions muséales européennes afin de pallier l'absence dans les fonds de certaines pièces très symboliques, à l'instar du sabre d’El Hadj Omar, chef de guerre du XIXe siècle et membre de la confrérie musulmane des Tidianes, prêté par le musée des Invalides et prévu pour être restitué au Sénégal.

Sélection d'objets.
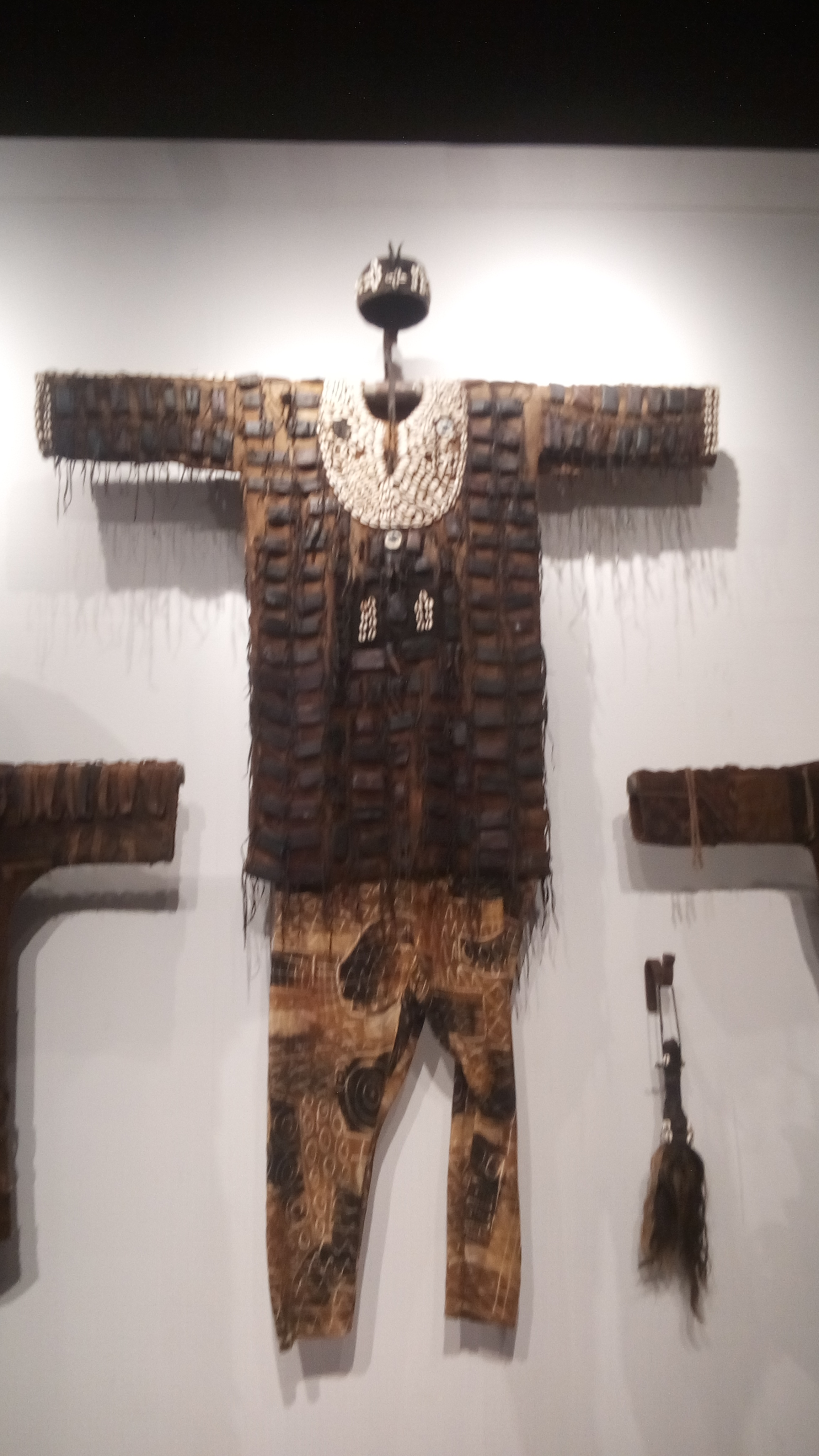
Tenue de chasseur dogon.
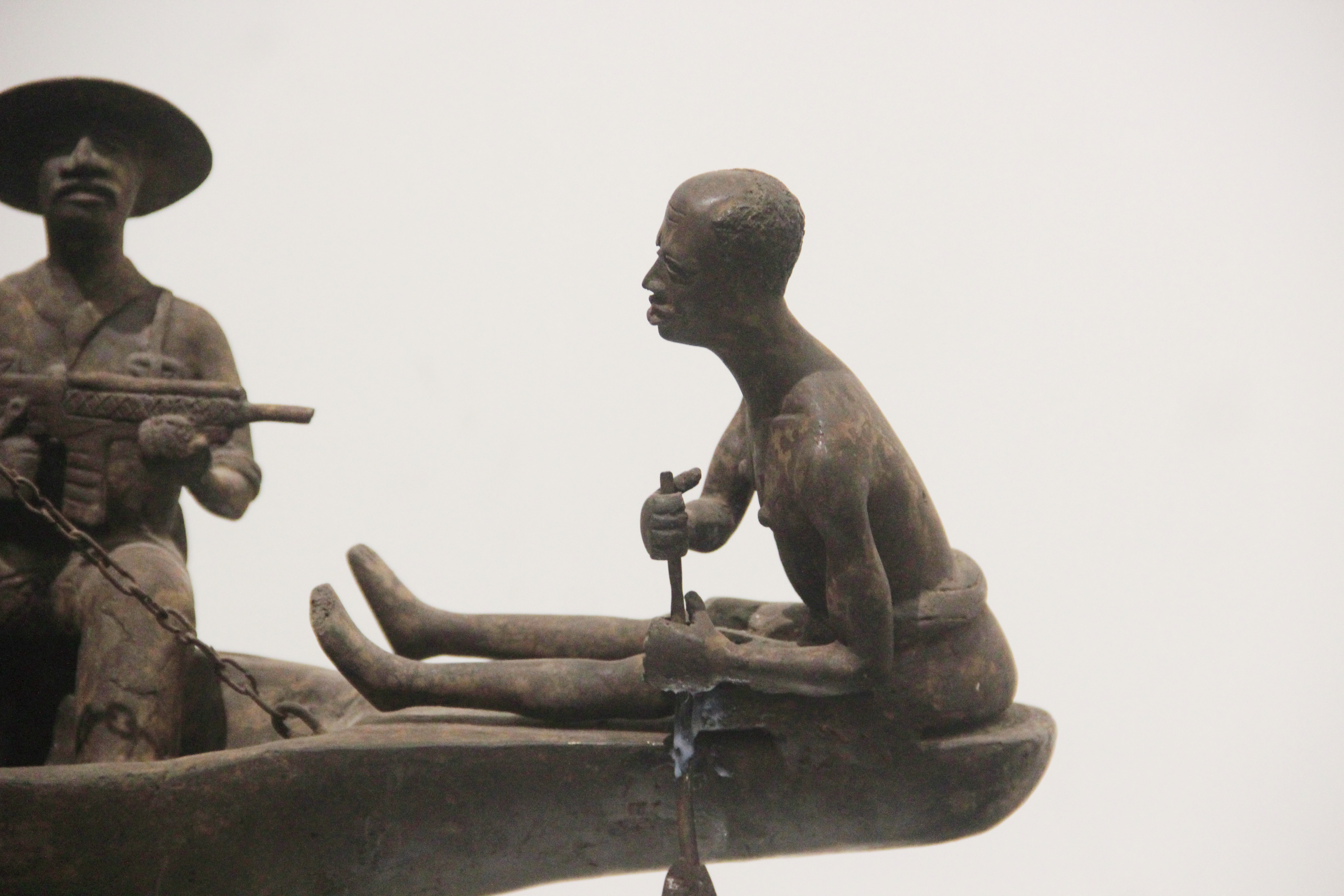
Exil d'Ovǫnramwęn Nǫgbaisi (détail).
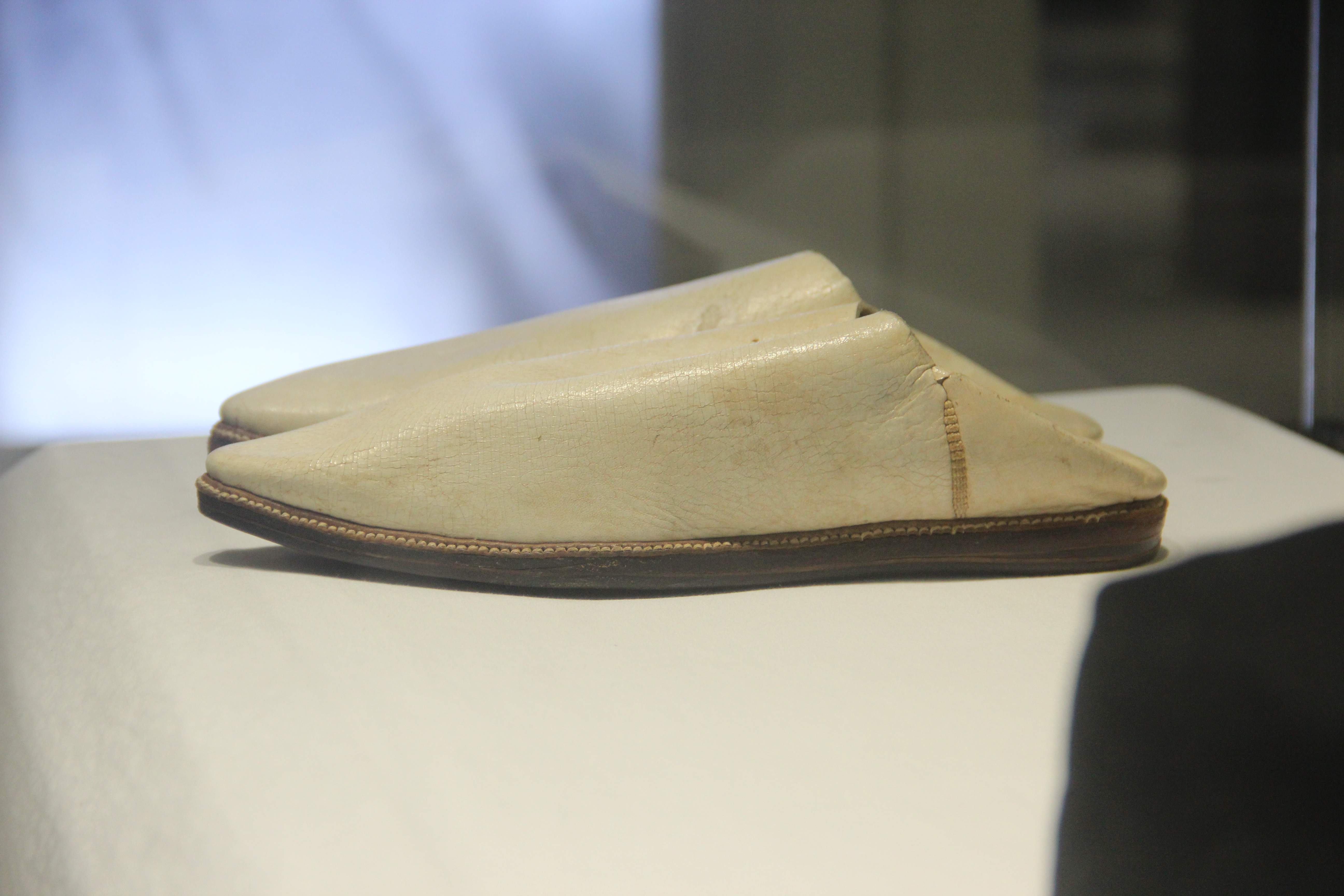
Babouches de Serigne Babacar Sy.
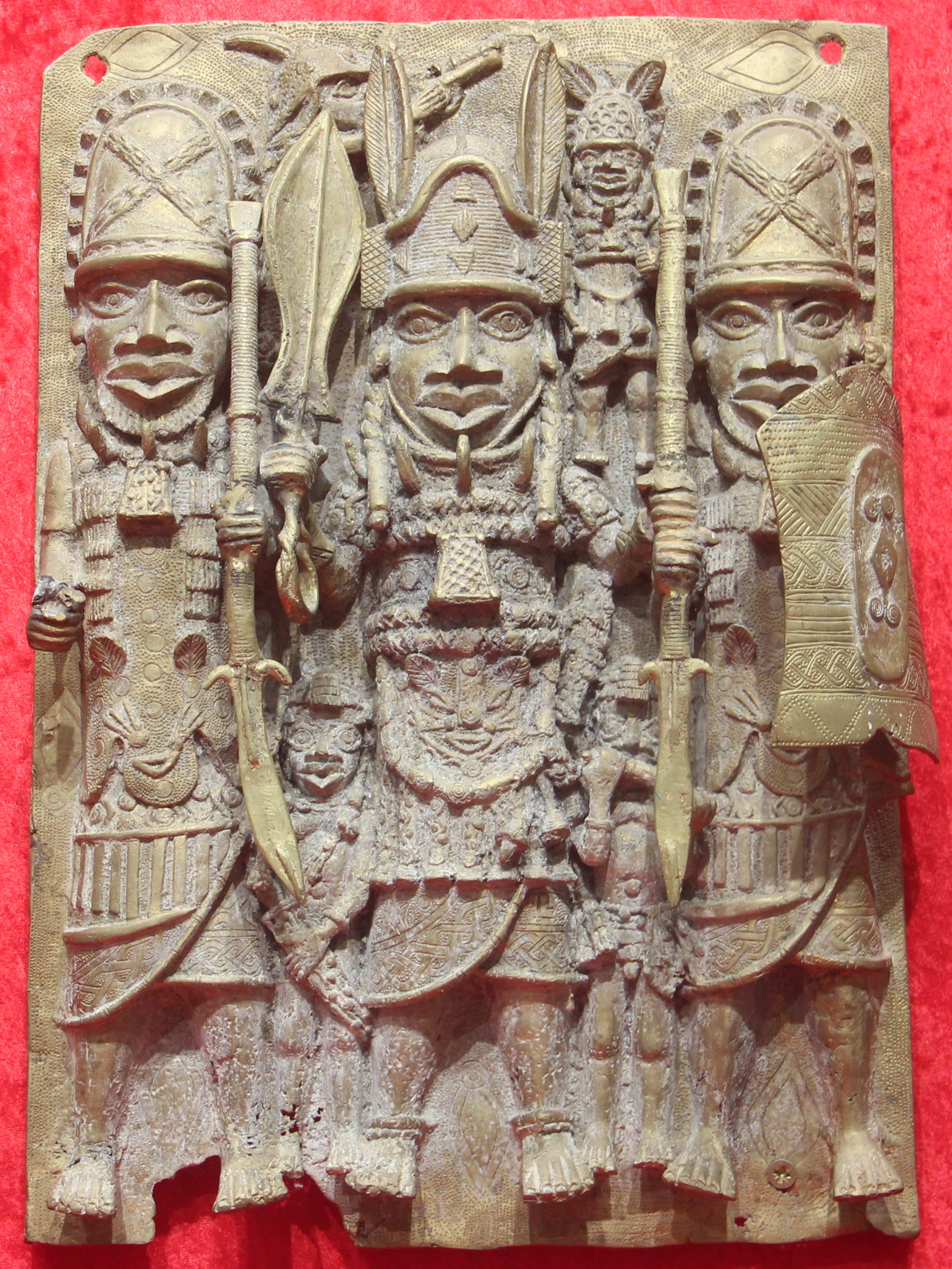
Oba Ozolua.
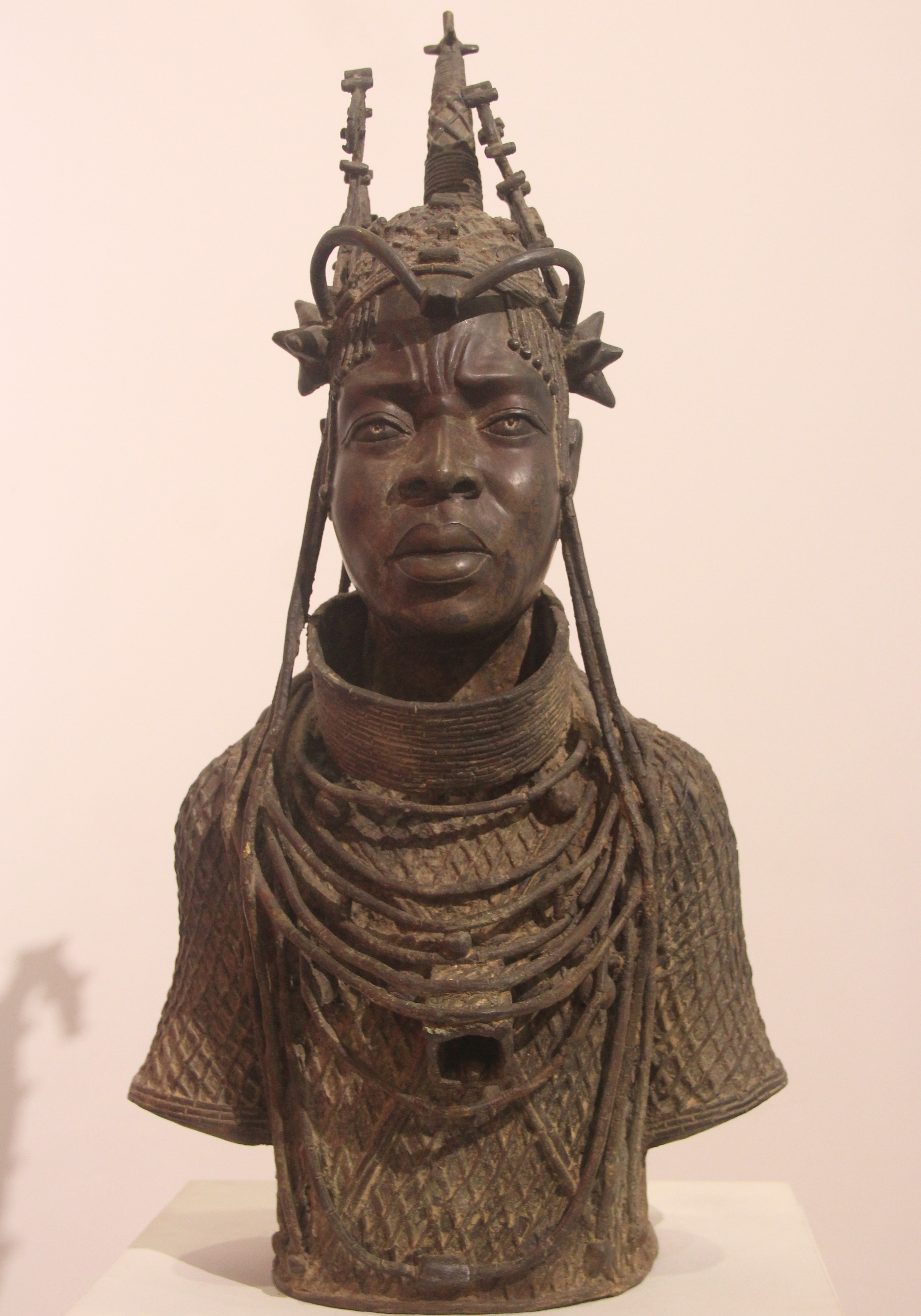
Oba Oguola.